# هنري آرثر ماكي
هنري آرثر ماكي هو سياسي كندي، ولد في 17 يناير 1878 في كوكشاير ايتون في كندا، وتوفي في 16 نوفمبر 1945 في إدمونتون في كندا. نشط حزبياً في Unionist Party (Canada) ‏. وقد انتخب عضو مجلس العموم الكندي.